# Inzenhof (Burgenland)
Inzenhof (węg. Borosgödör) – gmina w Austrii, w kraju związkowym Burgenland, w powiecie Güssing. Według Austriackiego Urzędu Statystycznego liczyła 348 mieszkańców (1 stycznia 2014).